# Mauricio Aros
Mauricio Aros est un ancien joueur de football professionnel chilien né le 9 mars 1976 à Punta Arenas. Il évoluait au poste de milieu de terrain.

## Biographie
Mauricio Aros reçoit sa première sélection en équipe de Chili lors du match Chili - Lituanie le 29 avril 1998.
Il prend sa retraite internationale le 14 juillet 2004 à l'occasion d'un match face à l'équipe du Costa Rica.
Entre 1998 et 2004, il totalise 30 sélections et 0 but pour l'équipe du Chili avec laquelle il dispute la Coupe du monde 1998 en France. À cette occasion, les Chiliens se qualifient pour les huitièmes de finale où ils sont battus par le Brésil (4–1) au Parc des Princes.

## Palmarès
| Année | Titre                            | Club                      | Pays     |
| ----- | -------------------------------- | ------------------------- | -------- |
| 1998  | Vainqueur de la Copa Chile       | Universidad de Chile      | Chili    |
| 1999  | Vainqueur de la Primera División | Universidad de Chile      | Chili    |
| 2000  | Vainqueur de la Copa Chile       | Universidad de Chile      | Chili    |
| 2000  | Vainqueur de la Primera División | Universidad de Chile      | Chili    |
| 2002  | Vainqueur de la Coupe de l'UEFA  | Feyenoord                 | Pays-Bas |
| 2003  | Vainqueur de la Liga ha'Al       | Maccabi Tel-Aviv          | Israël   |
| 2009  | Vainqueur de la Copa Chile       | Universidad de Concepción | Chili    |